# 第94回都市対抗野球大会予選
第94回都市対抗野球大会予選は、第94回都市対抗野球大会に出場するチームを決定する予選の結果である。コールドゲーム、延長戦のイニングは記載しない。

## 北海道地区

### 1次予選
- 1回戦

札幌ブルーインズ　7-0　WEEDしらおい
札幌ホーネッツ　7-2　札幌ブルーウェーブ
ウイン北広島　4-0　オール苫小牧
小樽野球協会　7-2　札幌倶楽部
旭川グレートベアーズ　7-1 帯広倶楽部VICROSS
函館太洋倶楽部　10-7　東北海道サンライズ
TRANSYS　7-0　伊達聖ヶ丘病院
- 2回戦

札幌ホーネッツ　7-5　札幌ブルーインズ
ウイン北広島　1-0　小樽野球協会
旭川グレートベアーズ　5-4　函館太洋倶楽部
TRANSYS　27-0　ブレーブくしろ
- 3回戦

札幌ホーネッツ　5-4　北海道ガス
航空自衛隊千歳　4-2　ウイン北広島
JR北海道硬式野球クラブ　7-0　旭川グレートベアーズ
日本製鉄室蘭シャークス　4-2　TRANSYS
- 2次予選進出決定戦①

札幌ホーネッツ　6-1　航空自衛隊千歳
日本製鉄室蘭シャークス　2-1　JR北海道硬式野球クラブ
- 2次予選進出決定戦②

JR北海道硬式野球クラブ　4-0　航空自衛隊千歳
- 敗者復活1回戦

北海道ガス　2-1　ウイン北広島
TRANSYS　7-3　旭川グレートベアーズ
- 敗者復活2回戦

北海道ガス　6-0　TRANSYS
- 2次予選進出決定戦③

北海道ガス　8-3　航空自衛隊千歳
札幌ホーネッツ、日本製鉄室蘭シャークス、 JR北海道硬式野球クラブ、北海道ガスが2次予選へ進出

### 2次予選
- 代表決定リーグ戦

北海道ガス　3-1　日本製鉄室蘭シャークス
JR北海道硬式野球クラブ　7-4　札幌ホーネッツ
北海道ガス　9-0　JR北海道硬式野球クラブ
日本製鉄室蘭シャークス　3-2　札幌ホーネッツ
JR北海道硬式野球クラブ　7-3　日本製鉄室蘭シャークス
北海道ガス　9-1　札幌ホーネッツ
北海道ガスが本大会へ進出

## 東北地区

### 青森県1次予選
- リーグ戦

全弘前倶楽部　10-0　キングブリザード
弘前アレッズ　23-0　キングブリザード
弘前アレッズ　7-2　全弘前倶楽部
弘前アレッズが東北2次予選へ進出

### 岩手県1次予選
- クラブ予選1回戦

釜石野球団　7-0　滝沢スイカーズ
- クラブ予選2回戦

釜石野球団　20-1　遠野クラブ
一戸桜陵クラブ　10-4　矢巾硬式クラブ
久慈クラブ　14-1　オール不来方
赤崎野球クラブ　6-5　高田クラブ
住田硬式野球クラブ　13-6　花巻硬友倶楽部
MKSI BASEBALL CLUB　12-0　一関ベースボールクラブ
盛友クラブ　10-3　北上REDS
盛岡球友倶楽部　3-2　宮古倶楽部
- クラブ予選3回戦

釜石野球団　9-6　一戸桜陵クラブ
赤崎野球クラブ　9-7　久慈クラブ
MKSI BASEBALL CLUB　7-0　住田硬式野球クラブ
盛岡球友倶楽部　12-4　盛友クラブ
- 1回戦

トヨタ自動車東日本　11-0　赤崎野球クラブ
水沢駒形野球倶楽部　8-0　盛岡球友倶楽部
JR盛岡　7-1　MKSI BASEBALL CLUB
オール江刺　8-3　釜石野球団
- 準決勝（代表決定戦）

トヨタ自動車東日本　5-3　水沢駒形野球倶楽部
JR盛岡　15-3　オール江刺
- 第3代表決定戦

水沢駒形野球倶楽部　6-3　オール江刺
- 決勝

トヨタ自動車東日本　6-2　JR盛岡
トヨタ自動車東日本、JR盛岡、水沢駒形野球倶楽部が東北2次予選へ進出

### 秋田県1次予選
- 1回戦

ゴールデンリバース　15-4　互代設備ダイヤモンドクラブ
秋田王冠クラブ　9-5　大曲ベースボールクラブ
- 2回戦

ゴールデンリバース　7-2　JR秋田
能代松陵クラブ　13-3　秋田GLANZ
由利本荘ベースボールクラブ　11-3　秋田ベースボールクラブ
TDK　6-0　秋田王冠クラブ
- 準決勝（代表決定戦）

能代松陵クラブ　4-3　ゴールデンリバース
TDK　13-1　由利本荘ベースボールクラブ
- 決勝

TDK　18-0　能代松陵クラブ
TDK、能代松陵クラブが東北2次予選へ進出

### 宮城県1次予選
- 1回戦

ハクサン　7-6　石巻日和倶楽部
大崎トリプルクラウン　19-0　青葉クラブ
- 2回戦

東北マークス　14-4　ハクサン
JR東日本東北　11-0　HOKUTO
七十七銀行　8-1　TFUクラブ
日本製紙石巻　17-0　大崎トリプルクラウン
- 準決勝（代表決定戦）

JR東日本東北　7-0　東北マークス
日本製紙石巻　4-2　七十七銀行
- 第3代表決定戦

七十七銀行　9-3　東北マークス
- 決勝

JR東日本東北　5-0　日本製紙石巻
JR東日本東北、日本製紙石巻、七十七銀行が東北2次予選へ進出

### 山形県1次予選
- 1回戦

B-net/yamagata　7-0　片山商会BC
新庄球友クラブ　9-8　鶴岡野球クラブ
- 代表決定戦

B-net/yamagata　10-1　新庄球友クラブ
B-net/yamagataが東北2次予選へ進出

### 福島県1次予選
- 1回戦

郡山イーストジャパンクラブ　6-3　いわき菊田クラブ
郡山ベースボールクラブ　19-4　全白河野球クラブ
- 2回戦

オールいわきクラブ　7-1　FKC
郡山イーストジャパンクラブ　6-2　ALL北嶺
郡山ベースボールクラブ　7-6　小峰クラブ
エフコムBC　7-0　川俣クラブ
- 準決勝（代表決定戦）

オールいわきクラブ　15-3　郡山イーストジャパンクラブ
エフコムBC　6-3　郡山ベースボールクラブ
- 決勝

エフコムBC　7-1　オールいわきクラブ
エフコムBC、オールいわきクラブが東北2次予選へ進出

### 東北2次予選
- 1回戦

トヨタ自動車東日本　10-4　エフコムBC
弘前アレッズ　5-2　能代松陵クラブ
JR盛岡　9-1　オールいわきクラブ
B-net/yamagata　6-3　水沢駒形野球倶楽部
- 2回戦

JR東日本東北　4-2　トヨタ自動車東日本
七十七銀行　4-0　弘前アレッズ
日本製紙石巻　6-2　JR盛岡
TDK　7-0　B-net/yamagata
- 準決勝

JR東日本東北　6-5　七十七銀行
TDK　5-3　日本製紙石巻
- 第1代表決定戦

JR東日本東北　2-0　TDK
- 敗者復活1回戦

エフコムBC　8-0　JR盛岡
B-net/yamagata　20-1　能代松陵クラブ
トヨタ自動車東日本　(不戦勝)　オールいわきクラブ
水沢駒形野球倶楽部　7-2　弘前アレッズ
- 敗者復活2回戦

B-net/yamagata　15-6　エフコムBC
トヨタ自動車東日本　12-2　水沢駒形野球倶楽部
- 敗者復活3回戦

七十七銀行　10-0　B-net/yamagata
トヨタ自動車東日本　3-2　日本製紙石巻
- 敗者復活4回戦

七十七銀行　7-2　トヨタ自動車東日本
- 第2代表決定戦

七十七銀行　3-0　TDK
JR東日本東北、七十七銀行が本大会へ進出

## 北信越地区

### 長野県1次予選
- 1回戦

千曲川硬式野球クラブ　8-0　上田硬式野球倶楽部
佐久コスモスターズ硬式野球クラブ　11-1　長野好球倶楽部
- 準決勝（代表決定戦）

FedEx　10-4　千曲川硬式野球クラブ
信越硬式野球クラブ　11-0　佐久コスモスターズ硬式野球クラブ
- 第3代表決定戦

千曲川硬式野球クラブ　12-0　佐久コスモスターズ硬式野球クラブ
- 決勝

信越硬式野球クラブ　5-0　FedEx
信越硬式野球クラブ、FedEx、千曲川硬式野球クラブが北信越2次予選へ進出

### 新潟県1次予選
- 1回戦

オール飯豊　7-0　新潟コンマーシャル倶楽部
野田サンダーズ　11-4　佐渡軍団
JR新潟　12-2　新潟クラブ野球団
全新潟ブラックス　8-0　五泉クラブ
- 2回戦

新潟コンマーシャル倶楽部　7-0　野田サンダーズ
全新潟ブラックス　7-6　JR新潟
- 代表決定リーグ戦

新潟コンマーシャル倶楽部　3-1　全新潟ブラックス
バイタルネット　12-0　新潟コンマーシャル倶楽部
バイタルネット　14-0　全新潟ブラックス
バイタルネット、新潟コンマーシャル倶楽部が北信越2次予選へ進出

### 富山・石川・福井1次予選
- 1回戦（代表決定戦）

IMF BANDITS富山　8-1　Hard Ball Club 金沢
ロキテクノ富山　8-0　伏木海陸運送
- 第3代表決定戦

伏木海陸運送　7-0　Hard Ball Club 金沢
- 決勝

ロキテクノ富山　6-3　IMF BANDITS富山
ロキテクノ富山、IMF BANDITS富山、伏木海陸運送が北信越2次予選へ進出

### 北信越2次予選
- 1回戦

ロキテクノ富山　3-2　千曲川硬式野球クラブ
バイタルネット　11-1　新潟コンマーシャル倶楽部
信越硬式野球クラブ　4-0　IMF BANDITS富山
伏木海陸運送　4-3　FedEx
- 準決勝

バイタルネット　7-6　ロキテクノ富山
信越硬式野球クラブ　4-3　伏木海陸運送
- 代表決定戦

バイタルネット　10-0　信越硬式野球クラブ
バイタルネットが本大会へ進出

## 北関東地区

### 茨城県1次予選
- 1回戦

アゲインベースボールクラブ　3-2　オール日立ドリームス
鹿島レインボーズ　7-0　Tsukuba Club
JR水戸　12-0　全水戸野球クラブ
茨城ゴールデンゴールズ　11-1　全神栖硬式野球クラブ
全鹿嶋野球クラブ　9-2　大宮クラブ
- 2回戦

茨城日産　7-2　アゲインベースボールクラブ
鹿島レインボーズ　2-1　日本ウェルネススポーツ大学
茨城ゴールデンゴールズ　4-1　JR水戸
茨城トヨペット　4-3　全鹿嶋野球クラブ
- 3回戦（代表決定戦）

茨城日産　10-0　鹿島レインボーズ
茨城トヨペット　4-3　茨城ゴールデンゴールズ
- 第5代表決定戦

茨城ゴールデンゴールズ　7-4　鹿島レインボーズ
- 代表順位決定トーナメント

日本製鉄鹿島　6-5　茨城トヨペット
日立製作所　13-5　茨城日産
- 第3、第4代表決定戦

茨城日産　2-1　茨城トヨペット
- 第1、第2代表決定戦

日立製作所　6-2　日本製鉄鹿島
日立製作所、日本製鉄鹿島、茨城日産、茨城トヨペット、茨城ゴールデンゴールズが北関東2次予選へ進出

### 栃木県1次予選
- 1回戦

コットンウェイ硬式野球倶楽部　4-3　鹿沼39
- 2回戦

エイジェック　5-0　コットンウェイ硬式野球倶楽部
全栃木野球クラブ　15-2　全那北硬式野球クラブ
全足利クラブ　17-2　UKクラブ
TSK宇都宮　2-0　宇都宮大学OB野球クラブ
- 準決勝（代表決定戦）

エイジェック　9-0　全栃木野球クラブ
全足利クラブ　10-0　TSK宇都宮
- 決勝

エイジェック　2-0　全足利クラブ
エイジェック、全足利クラブが北関東2次予選へ進出

### 群馬県1次予選
- 1回戦

太田暁工業硬式野球クラブ　3-2　伊勢崎硬建クラブ
太田球友硬式野球倶楽部　2-0　オール高崎野球倶楽部
- 準決勝

太田暁工業硬式野球クラブ　13-7　太田球友硬式野球倶楽部
- 代表決定戦

SUBARU　11-1　太田暁工業硬式野球クラブ
SUBARUが北関東2次予選へ進出

### 北関東2次予選
- 1回戦

日立製作所　18-0　茨城ゴールデンゴールズ
エイジェック　5-1　茨城日産
日本製鉄鹿島　13-2　全足利クラブ
茨城トヨペット　6-5　SUBARU
- 準決勝

日立製作所　5-1　エイジェック
日本製鉄鹿島　4-2　茨城トヨペット
- 第1代表決定戦

日本製鉄鹿島　4-2　日立製作所
- 敗者復活1回戦

茨城日産　1-0　茨城ゴールデンゴールズ
SUBARU　9-0　全足利クラブ
- 敗者復活2回戦

茨城トヨペット　5-1　茨城日産
SUBARU　2-1　エイジェック
- 敗者復活3回戦

SUBARU　3-1　茨城トヨペット
- 第2代表決定戦

SUBARU　8-7　日立製作所
日本製鉄鹿島、SUBARUが本大会へ進出

## 南関東地区

### 埼玉県1次予選
- クラブ1回戦

レジェンズ　4-2　INVENTIVE 41
全大宮野球団　4-0　川口ゴールデンドリームス
全三郷硬式野球部　4-1　熊谷ZEROベースボールクラブ
新波　6-0　都幾川倶楽部野球団
- クラブ2回戦

所沢グリーンベースボールクラブ　8-3　レジェンズ
全大宮野球団　10-0　一球幸魂倶楽部
全三郷硬式野球部　6-5　全浦和野球団
新波　2-0　新座ダイヤモンドドッグス
- クラブ3回戦

所沢グリーンベースボールクラブ　5-2　全大宮野球団
新波　10-1　全三郷硬式野球部
- クラブ決勝

新波　11-1　所沢グリーンベースボールクラブ
- 準決勝（代表決定戦）

テイ・エス テック　4-1　新波
オールフロンティア　9-0　SUNホールディングス
- 決勝

テイ・エス テック　8-3　オールフロンティア
- 代表順位決定トーナメント

日本通運　6-1　オールフロンティア
Honda　2-0　テイ・エス テック
- 第3、第4代表決定戦

テイ・エス テック　3-2　オールフロンティア
- 第1、第2代表決定戦

日本通運　4-3　Honda
日本通運、Honda、テイ・エス テック、オールフロンティアが南関東2次予選へ進出

### 千葉県1次予選
- 1次1回戦

ハナマウイ　10-2　BIG WINGS印西
サウザンリーフ市原　5-3　八千代Ageベースボールクラブ
千葉熱血MAKING　7-6　ヌーベルベースボールクラブ
YBC柏　13-0　oceans
- 1次準決勝

ハナマウイ　7-0　サウザンリーフ市原
YBC柏　11-4　千葉熱血MAKING
- 1次3位決定戦

千葉熱血MAKING　2-1　サウザンリーフ市原
- 1次決勝

YBC柏　3-1　ハナマウイ
- 2次1位・2位決定トーナメント1回戦

YBC柏　7-0　千葉熱血MAKING
ハナマウイ　15-1　JR千葉
- 2次1位・2位決定トーナメント準決勝（代表決定戦）

JFE東日本　17-0　YBC柏
日本製鉄かずさマジック　7-0　ハナマウイ
- 2次1位・2位決定トーナメント決勝

JFE東日本　6-3　日本製鉄かずさマジック
- 2次3位・4位決定トーナメント1回戦（代表決定戦）

YBC柏　5-1　JR千葉
ハナマウイ　8-0　千葉熱血MAKING
- 2次3位・4位決定トーナメント決勝

YBC柏　5-4　ハナマウイ
JFE東日本、日本製鉄かずさマジック、YBC柏、ハナマウイが南関東2次予選へ進出

### 南関東2次予選
- 1回戦

JFE東日本　13-2　オールフロンティア
Honda　7-1　YBC柏
日本製鉄かずさマジック　6-2　テイ・エス テック
日本通運　7-1　ハナマウイ
- 準決勝

Honda　1-0　JFE東日本
日本通運　1-0　日本製鉄かずさマジック
- 第1代表決定戦

日本通運　9-2　Honda
- 敗者復活1回戦

テイ・エス テック　3-2　ハナマウイ
YBC柏　1-0　オールフロンティア
- 敗者復活2回戦

テイ・エス テック　1-0　JFE東日本
日本製鉄かずさマジック　2-0　YBC柏
- 敗者復活3回戦

日本製鉄かずさマジック　9-2　テイ・エス テック
- 第2代表決定戦

日本製鉄かずさマジック　3-1　Honda
- 第3代表決定戦

Honda　4-0　テイ・エス テック
日本通運、日本製鉄かずさマジック、Hondaが本大会へ進出

## 東京地区

### 1次予選
- 1回戦

西多摩倶楽部　9-5　日本ウェルネススポーツ大学東京
エスプライド　8-6　全調布硬式野球倶楽部
警視庁野球部　15-3　武蔵野クラブ
全府中野球倶楽部　9-1　東京弥生クラブ
ゴールドジムベースボールクラブ　8-0　Nbuy
TOKYO METS　12-1　東京好球倶楽部
REVENGE99　10-0　Hogrel baseball club
JR東日本　7-0　東京LBC
- 2回戦

エスプライド　6-5　西多摩倶楽部
全府中野球倶楽部　6-2　警視庁野球部
TOKYO METS　4-0　ゴールドジムベースボールクラブ
JR東日本　10-0　REVENGE99
- 3回戦（代表決定戦）

全府中野球倶楽部　8-1　エスプライド
JR東日本　10-0　TOKYO METS
全府中野球倶楽部、JR東日本が2次予選へ進出

### 2次予選
- 第1代表決定トーナメント1回戦

明治安田生命　11-0　全府中野球倶楽部
セガサミー　4-1　JPアセット証券
NTT東日本　8-7　東京ガス
JR東日本　15-7　鷺宮製作所
- 第1代表決定トーナメント準決勝

明治安田生命　4-1　セガサミー
JR東日本　6-5　NTT東日本
- 第1代表決定戦

明治安田生命　8-2　JR東日本
（敗者復活）
- 第2代表決定トーナメント1回戦

JPアセット証券　3-0　全府中野球倶楽部（敗退）
東京ガス　9-6　鷺宮製作所（敗退）
- 第2代表決定トーナメント2回戦

NTT東日本　4-1　JPアセット証券
東京ガス　4-0　セガサミー
- 第2代表決定トーナメント3回戦

NTT東日本　3-1　東京ガス
- 第2代表決定戦

JR東日本　7-0　NTT東日本
- 第3代表決定戦

東京ガス　12-2　NTT東日本
（敗者再復活）
- 第4代表決定トーナメント1回戦

セガサミー　13-4　JPアセット証券
- 第4代表決定戦

セガサミー　6-2　NTT東日本
明治安田生命、JR東日本、東京ガス、セガサミーが本大会へ進出

## 西関東地区
ENEOSは推薦（前回大会優勝）により予選免除

### 神奈川県1次予選
- 1回戦

WIEN BASEBALL CLUB　7-4　茅ヶ崎サザンカイツ
横浜中央クラブ　8-7　横浜金港クラブ
相模原クラブ　6-2　湘南ひらつかマルユウベースボールクラブ
国際総合伊勢原クラブ　3-2　京浜野球倶楽部
- 2回戦（代表決定戦）

全川崎クラブ　7-0　WIEN BASEBALL CLUB
横浜中央クラブ　7-6　横浜球友クラブ
横浜ベイブルース　6-0　相模原クラブ
ジェイファム　16-3　国際総合伊勢原クラブ
- 準決勝

全川崎クラブ　4-1　横浜中央クラブ
ジェイファム　8-3　横浜ベイブルース
- 決勝

ジェイファム　5-1　全川崎クラブ
ジェイファム、全川崎クラブ、横浜中央クラブ、横浜ベイブルースが西関東2次予選へ進出

### 山梨県1次予選
- 1回戦

TUKUMO BC　4-3　桂クラブ
甲斐府中クラブ　10-8　Arts International Club
GOOD・JOB硬式野球部　9-4　南アルプス硬式野球クラブ
- 準決勝（代表決定戦）

山梨球友クラブ　4-1　TUKUMO BC
GOOD・JOB硬式野球部　4-2　甲斐府中クラブ
- 決勝

GOOD・JOB硬式野球部　4-2　山梨球友クラブ
GOOD・JOB硬式野球部、山梨球友クラブが西関東2次予選へ進出

### 西関東2次予選
- 1回戦

三菱重工East　8-3　横浜中央クラブ
全川崎クラブ　6-2　GOOD・JOB硬式野球部
ジェイファム　10-0　山梨球友クラブ
東芝　15-0　横浜ベイブルース
- 準決勝

三菱重工East　11-1　全川崎クラブ
東芝　13-3　ジェイファム
- 第1代表決定戦

三菱重工East　5-4　東芝
- 敗者復活1回戦

横浜中央クラブ　4-2　GOOD・JOB硬式野球部
山梨球友クラブ　9-1　横浜ベイブルース
- 敗者復活2回戦

ジェイファム　10-0　横浜中央クラブ
全川崎クラブ　不戦勝　山梨球友クラブ
- 敗者復活3回戦

ジェイファム　10-2　全川崎クラブ
- 第2代表決定戦

東芝　8-0　ジェイファム
- エキシビジョンマッチ

ENEOS　5-1　三菱重工East
三菱重工East、東芝が本大会へ進出

## 東海地区

### 静岡県1次予選
- 1回戦

浜松ケイ・スポーツBC　3-1　焼津マリーンズ
山岸ロジスターズ　7-0　ヤマハ発動機野球部
- 2回戦

浜松ケイ・スポーツBC　7-0　富士クラブ
山岸ロジスターズ　6-2　静岡硬式野球倶楽部
- 代表決定戦

山岸ロジスターズ　9-2　浜松ケイ・スポーツBC
山岸ロジスターズが東海2次予選へ進出

### 愛知県1次予選
- 1回戦

ジェイグループ　2-1　矢場とんブースターズ
TJクラブ　9-8　愛知ベースボール倶楽部
- 2回戦

BASEBALL ONE BLITZ　4-3 ジェイグループ
TJクラブ　6-4　CENTRAL ARCH
- 代表決定戦

BASEBALL ONE BLITZ　5-1　TJクラブ
BASEBALL ONE BLITZが東海2次予選へ進出

### 岐阜・三重1次予選
- リーグ戦

三重高虎B.C　15-2　奥伊勢クラブ
岐阜硬式野球倶楽部　19-4　奥伊勢クラブ
三重高虎B.C　10-3　岐阜硬式野球倶楽部
三重高虎B.Cが東海2次予選へ進出

### 東海2次予選
- 第1代表決定トーナメント1回戦

東邦ガス　11-0　BASEBALL ONE BLITZ
Honda鈴鹿　9-0　東海理化
王子　13-1　山岸ロジスターズ
西濃運輸　4-1　ジェイプロジェクト
ヤマハ　14-0　三重高虎B.C
日本製鉄東海REX　1-0　三菱自動車岡崎
- 第1代表決定トーナメント2回戦

トヨタ自動車　4-0　東邦ガス
王子　3-2　Honda鈴鹿
西濃運輸　6-5　JR東海
ヤマハ　8-3　日本製鉄東海REX
- 第1代表決定トーナメント準決勝

トヨタ自動車　7-3　王子
ヤマハ　2-1　西濃運輸
- 第1代表決定戦

トヨタ自動車　7-4　ヤマハ
（敗者復活）
- 第2代表決定トーナメント1回戦

王子　10-0　西濃運輸
- 第3代表決定トーナメント1回戦

東海理化　13-1　BASEBALL ONE BLITZ（敗退）
ジェイプロジェクト　5-1　山岸ロジスターズ（敗退）
三菱自動車岡崎　12-2　三重高虎B.C（敗退）
- 第3代表決定トーナメント2回戦

東海理化　2-1　東邦ガス
ジェイプロジェクト　2-1　Honda鈴鹿
三菱自動車岡崎　4-3　JR東海
- 第3代表決定トーナメント3回戦

東海理化　11-1　ジェイプロジェクト
三菱自動車岡崎　7-1　日本製鉄東海REX
- 第2代表決定戦

ヤマハ　6-5　王子
- 第3代表決定戦

三菱自動車岡崎　1-0　東海理化
（敗者再復活）
- 第4代表決定トーナメント1回戦

日本製鉄東海REX　4-3　ジェイプロジェクト
- 第4代表決定トーナメント2回戦

西濃運輸　10-0　日本製鉄東海REX
- 第6代表決定トーナメント1回戦

東邦ガス　5-3　Honda鈴鹿
- 第6代表決定トーナメント2回戦

JR東海　10-5　東邦ガス
- 第6代表決定トーナメント3回戦

JR東海　10-5　ジェイプロジェクト
- 第6代表決定トーナメント4回戦

日本製鉄東海REX　5-3　JR東海
- 第4代表決定戦

王子　5-4　西濃運輸
- 第5代表決定戦

西濃運輸　3-2　東海理化
- 第6代表決定戦

東海理化　4-1　日本製鉄東海REX
トヨタ自動車、ヤマハ、三菱自動車岡崎、王子、西濃運輸、東海理化が本大会へ進出

## 近畿地区

### 滋賀県1次予選
- 1回戦

全大津野球団　13-12　瀬田クラブ
- 2回戦

ルネス紅葉スポーツ柔整専門学校　11-0　全大津野球団
OBC高島　24-1　湖南ベースボールクラブ
- 代表決定戦

ルネス紅葉スポーツ柔整専門学校　3-2　OBC高島
ルネス紅葉スポーツ柔整専門学校が京都・滋賀・奈良1次予選へ進出

### 京都府1次予選
- 1回戦

京都ジャスティス　7-3　京都フルカウンツ
- 2回戦

京都城陽ファイアーバーズ　2-1　京都ジャスティス
島津製作所　17-0　山城ベースボールクラブ
宇治ベースボールクラブ　4-1　DBグラッズ
三菱自動車京都ダイヤフェニックス　3-2　B－BACKS
- 3回戦

島津製作所　11-1　京都城陽ファイアーバーズ
三菱自動車京都ダイヤフェニックス　3-2　宇治ベースボールクラブ
- 代表決定戦

島津製作所　10-4　三菱自動車京都ダイヤフェニックス
島津製作所が京都・滋賀・奈良1次予選へ進出

### 奈良県1次予選
- 1回戦

NARA Ambitions club　9-1　GXAジェッツ
- 2回戦

大和高田クラブ　28-2　NARA Ambitions
一城クラブ　10-2　帝塚山大学OBクラブ
奈良Jメンテナンス野球クラブ　11-2　関西HANG硬式野球団
奈良Friend BASEBALL CLUB　5-2　NineForce
- 3回戦

大和高田クラブ　15-1　一城クラブ
奈良Jメンテナンス野球クラブ　10-3　奈良Friend BASEBALL CLUB
- 代表決定戦

大和高田クラブ　11-0　奈良Jメンテナンス野球クラブ
大和高田クラブが京都・滋賀・奈良1次予選へ進出

### 京都・滋賀・奈良1次予選
- リーグ戦

ルネス紅葉スポーツ柔整専門学校　2-0　島津製作所
大和高田クラブ　13-0　ルネス紅葉スポーツ柔整専門学校
島津製作所　7-5　大和高田クラブ
（失点数、得失点率差により、1位　大和高田クラブ、2位　島津製作所、3位　ルネス紅葉スポーツ柔整専門学校）
大和高田クラブ、島津製作所が近畿2次予選へ進出

### 大阪・和歌山1次予選
- 1回戦

大阪ホークスドリーム　10-7　泉州大阪野球団
- 2回戦

履正社スポーツ専門学校　3-0　 NSBベースボールクラブ
マツゲン箕島硬式野球部　12-0　大阪ホークスドリーム
関西硬式野球クラブ　18-3　履正社ベースボールクラブ
大阪ウイング硬式野球クラブ　10-9　八尾ベースボールクラブ
- 3回戦

マツゲン箕島硬式野球部　3-0　履正社スポーツ専門学校
大阪ウイング硬式野球クラブ　9-8　八尾ベースボールクラブ
- 代表決定戦

マツゲン箕島硬式野球部　8-1　大阪ウイング硬式野球クラブ
マツゲン箕島硬式野球部が近畿2次予選へ進出

### 兵庫県1次予選
- 1回戦

兵庫県警硬式野球部県警桃太郎　11-1　KC西宮
アスミビルダーズ　2-0　NOMOベースボールクラブ
ジェイエフエフシステムズ　4-2　神戸レールスターズ
YBS播磨　6-4　関メディベースボール学院
- 2回戦

アスミビルダーズ　10-2　兵庫県警硬式野球部県警桃太郎
ジェイエフエフシステムズ　5-4　YBS播磨
- 代表決定戦

アスミビルダーズ　4-0　ジェイエフエフシステムズ
アスミビルダーズが近畿2次予選へ進出

### 近畿2次予選
（1回戦の敗者は敗者復活②へ、それ以外の敗者は敗者復活①へ）
- 第1代表決定トーナメント1回戦

日本生命　5-4　マツゲン箕島硬式野球部
日本製鉄広畑　7-1　 カナフレックス
日本新薬　3-0　アスミビルダーズ
三菱重工West　9-8　島津製作所
大阪ガス　12-3　ニチダイ
パナソニック　14-1　大和高田クラブ
- 第1代表決定トーナメント2回戦

ミキハウス　6-3　日本生命
日本製鉄広畑　2-0　日本新薬
三菱重工West　4-0　大阪ガス
NTT西日本　6-3　パナソニック
- 第1代表決定トーナメント準決勝

ミキハウス　6-0　日本製鉄広畑
NTT西日本　2-1　三菱重工West
- 第1代表決定戦

NTT西日本　4-1　ミキハウス
（敗者復活①）
- 第2代表決定トーナメント1回戦

三菱重工West　5-2　日本製鉄広畑
- 第3代表決定トーナメント1回戦

日本生命　9-5　日本新薬
大阪ガス　5-4　パナソニック
- 第3代表決定トーナメント2回戦

日本生命　5-0　大阪ガス
- 第2代表決定戦

ミキハウス　8-7　三菱重工West
- 第3代表決定戦

三菱重工West　7-4　日本生命
（敗者復活②）
- 第4代表決定トーナメント1回戦

マツゲン箕島硬式野球部　4-2　アスミビルダーズ
大和高田クラブ　7-1　島津製作所
- 第4代表決定トーナメント2回戦

カナフレックス　2-1　マツゲン箕島硬式野球部
大和高田クラブ　4-1　ニチダイ
- 第4代表決定トーナメント3回戦

パナソニック　7-3　カナフレックス
大和高田クラブ　1-0　日本新薬
- 第4代表決定トーナメント4回戦

パナソニック　3-2　大和高田クラブ
- 第4代表決定トーナメント5回戦

パナソニック　2-1　日本製鉄広畑
- 第5代表決定トーナメント1回戦

日本製鉄広畑　1-0　大阪ガス
- 第4代表決定戦

パナソニック　7-4　日本生命
- 第5代表決定戦

日本生命　6-3　日本製鉄広畑
NTT西日本、ミキハウス、三菱重工West、パナソニック、日本生命が本大会へ進出

## 中国地区

### 広島県1次予選
- 1回戦

三原ヤッサベースボールクラブ　10-3　広島鯉城クラブ
- 2回戦（代表決定戦）

JFE西日本　9-0　三原ヤッサベースボールクラブ
ツネイシブルーパイレーツ　8-1　広島ベースボールクラブ
福山ローズファイターズ　1-0　伯和ビクトリーズ
JR西日本　7-0　MSH医療専門学校
- 3回戦

JFE西日本　8-1　ツネイシブルーパイレーツ
JR西日本　5-1　福山ローズファイターズ
- 決勝

JFE西日本　12-1　JR西日本
- 敗者復活1回戦

広島鯉城クラブ　4-2　広島ベースボールクラブ
- 敗者復活2回戦

広島鯉城クラブ　14-10　MSH医療専門学校
伯和ビクトリーズ　8-0　三原ヤッサベースボールクラブ
- 敗者復活代表決定戦

伯和ビクトリーズ　14-0　広島鯉城クラブ
JFE西日本、JR西日本、ツネイシブルーパイレーツ、福山ローズファイターズ、伯和ビクトリーズが中国2次予選へ進出

### 山口県1次予選
- 1回戦

航空自衛隊防府クラブ　10-8　山口防府ベースボールクラブ
日鉄ステンレス　9-0　岩国五橋クラブ
- 代表決定戦

日鉄ステンレス　7-0　航空自衛隊防府クラブ
日鉄ステンレスが中国2次予選へ進出

### 岡山・島根1次予選
- 1回戦

MJG島根　8-5　倉敷ピーチジャックス
- 2回戦

三菱自動車倉敷オーシャンズ　7-0　MJG島根
シティライト岡山　8-5　ショウワコーポレーション
- 代表決定戦

三菱自動車倉敷オーシャンズ　5-2　シティライト岡山
- 敗者復活1回戦

ショウワコーポレーション　7-0　倉敷ピーチジャックス
- 敗者復活2回戦

ショウワコーポレーション　11-0　MJG島根
- 敗者復活代表決定戦

シティライト　2-0　ショウワコーポレーション
三菱自動車倉敷オーシャンズ、シティライト岡山が中国2次予選へ進出

### 中国2次予選
- 1回戦

伯和ビクトリーズ　2-0　JR西日本
シティライト岡山　6-1　三菱自動車倉敷オーシャンズ
JFE西日本　20-0　日鉄ステンレス
ツネイシブルーパイレーツ　5-0　福山ローズファイターズ
- 準決勝

シティライト岡山　1-0　伯和ビクトリーズ
JFE西日本　16-1　ツネイシブルーパイレーツ
- 第1代表決定戦

JFE西日本　10-0　シティライト岡山
- 敗者復活1回戦

JR西日本　3-0　三菱自動車倉敷オーシャンズ
日鉄ステンレス　6-1　福山ローズファイターズ
- 敗者復活2回戦

JR西日本　10-0　ツネイシブルーパイレーツ
伯和ビクトリーズ　3-2　日鉄ステンレス
- 敗者復活3回戦

JR西日本　3-0　伯和ビクトリーズ
- 第2代表決定戦

JR西日本　7-1　シティライト岡山
JFE西日本、JR西日本が本大会へ進出

## 四国地区

### 1次予選
- リーグ戦

徳島野球倶楽部　7-3　アークバリア
四国銀行　9-6　JR四国
松山フェニックス　8-6　四国銀行
アークバリア　4-2　JR四国
四国銀行　7-0　アークバリア
松山フェニックス　16-0　徳島野球倶楽部
JR四国　5-2　松山フェニックス
四国銀行　17-0　徳島野球倶楽部
JR四国　18-0　徳島野球倶楽部
松山フェニックス　8-1　アークバリア
（直接対決の結果により、1位　松山フェニックス、2位　四国銀行、3位　JR四国、4位　徳島野球倶楽部、5位　アークバリア）
松山フェニックス、四国銀行、JR四国、徳島野球倶楽部が四国2次予選へ進出

### 2次予選
- 準決勝

松山フェニックス　7-0　徳島野球倶楽部
JR四国　7-1　四国銀行
- 代表決定戦

JR四国　5-4　松山フェニックス
JR四国が本大会へ進出

## 九州地区

### 福岡県1次予選
- 代表決定戦

JR九州　5-4　ARC九州
西部ガス　10-0　嘉麻市バーニングヒーローズ
KMGホールディングス　2-0　沖データコンピュータ教育学院
苅田ビクトリーズ　11-9　REXパワーズ
- 敗者復活1回戦

ARC九州　5-0　REXパワーズ
沖データコンピュータ教育学院　5-4　嘉麻市バーニングヒーローズ
- 敗者復活代表決定戦

沖データコンピュータ教育学院　3-2　ARC九州
JR九州、西部ガス、KMGホールディングス、苅田ビクトリーズ、沖データコンピュータ教育学院が九州2次予選へ進出

### 中九州1次予選
- 1回戦

鮮ど市場硬式野球部　11-3 　九州工科自動車専門学校
日本製鉄九州大分　22-2　九州総合スポーツカレッジ
大福ロジスティクス　11-6　佐賀魂
- 代表決定戦

Honda熊本　4-3　鮮ど市場硬式野球部
日本製鉄九州大分　1-0　大福ロジスティクス
- 敗者復活1回戦

九州総合スポーツカレッジ　7-4　九州工科自動車専門学校
- 敗者復活2回戦

九州総合スポーツカレッジ　5-4　佐賀魂
大福ロジスティクス　3-1　鮮ど市場硬式野球部
- 敗者復活代表決定戦

大福ロジスティクス　13-0　九州総合スポーツカレッジ
Honda熊本、日本製鉄九州大分、大福ロジスティクスが九州2次予選へ進出

### 南九州1次予選
- 1回戦

宮崎福祉医療カレッジ　6-0　薩摩ライジング
- 2回戦

宮崎梅田学園　18-0　宮崎福祉医療カレッジ
新海屋　7-0　鹿児島ドリームウェーブ
- 代表決定戦

宮崎梅田学園　10-0　新海屋
- 敗者復活1回戦

鹿児島ドリームウェーブ　15-0　薩摩ライジング
- 敗者復活2回戦

宮崎福祉医療カレッジ　8-7　鹿児島ドリームウェーブ
- 敗者復活代表決定戦

新海屋　4-3　宮崎医療福祉カレッジ
宮崎梅田学園、新海屋が九州2次予選へ進出

### 沖縄県1次予選
- 1回戦

沖縄電力　10-3　日本ウェルネススポーツ大学沖縄
てるクリニック　11-0　クリード安仁屋ベースボールクラブ
シンバネットワークアーマンズベースボールクラブ　4-3　ビッグ開発ベースボールクラブ
- 2回戦

沖縄電力　1-0　エナジック
シンバネットワークアーマンズベースボールクラブ　13-2　てるクリニック
- 代表決定戦

沖縄電力　7-0　シンバネットワークアーマンズベースボールクラブ
- 敗者復活1回戦

ビッグ開発ベースボールクラブ　3-0　エナジック
日本ウェルネススポーツ大学沖縄　6-5　てるクリニック
- 敗者復活2回戦

ビッグ開発ベースボールクラブ　41-3　 日本ウェルネススポーツ大学沖縄
- 敗者復活代表決定戦

ビッグ開発ベースボールクラブ　7-4　シンバネットワークアーマンズベースボールクラブ
沖縄電力、ビッグ開発ベースボールクラブが九州2次予選へ進出

### 九州2次予選
- 1回戦

大福ロジスティクス　3-2　沖データコンピュータ教育学院
沖縄電力　7-3　苅田ビクトリーズ
ビッグ開発ベースボールクラブ　12-2　新海屋
KMGホールディングス　4-0　日本製鉄九州大分
- 2回戦

Honda熊本　13-0　大福ロジスティクス
西部ガス　7-2　沖縄電力
JR九州　10-0　ビッグ開発ベースボールクラブ
宮崎梅田学園　5-0　KMGホールディングス
- 準決勝

Honda熊本　6-2　西部ガス
宮崎梅田学園　3-1　JR九州
- 第1代表決定戦

Honda熊本　5-2　宮崎梅田学園
- 敗者復活1回戦

ビッグ開発ベースボールクラブ　6-0　沖データコンピュータ教育学院
KMGホールディングス　5-3　苅田ビクトリーズ
大福ロジスティクス　3-2　新海屋
沖縄電力　10-9　日本製鉄九州大分
- 敗者復活2回戦

KMGホールディングス　4-3　ビッグ開発ベースボールクラブ
沖縄電力　2-1　大福ロジスティクス
- 敗者復活3回戦

西部ガス　4-2　KMGホールディングス
沖縄電力　2-1　JR九州
- 敗者復活4回戦

西部ガス　2-0　沖縄電力
- 第2代表決定戦

西部ガス　8-0　宮崎梅田学園
Honda熊本、西部ガスが本大会へ進出